# Freycinetia fergussonensis
Freycinetia fergussonensis là một loài thực vật có hoa trong họ Dứa dại. Loài này được Huynh mô tả khoa học đầu tiên năm 2002.